# Aquilaria

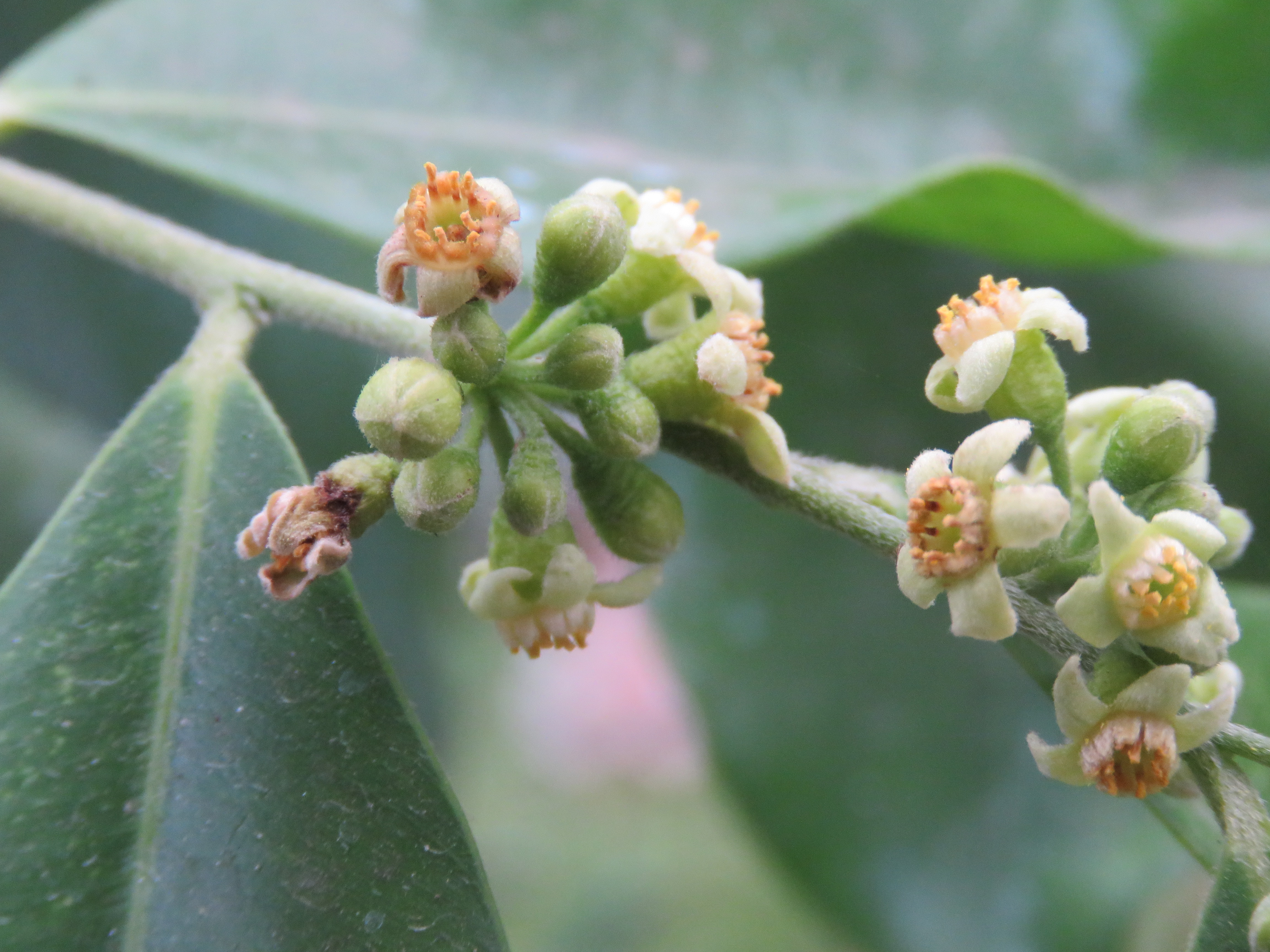
Aquilaria malaccensis

Aquilaria – rodzaj należący do rodziny wawrzynkowatych, obejmujący co najmniej 22 gatunki drzew tropikalnych występujących w Azji południowej i południowo-wschodniej. Mają duże znaczenie gospodarcze i z powodu znacznej eksploatacji są zagrożone i wszystkie gatunki chronione są Konwencją CITES.

## Morfologia
PokrójDrzewa o wysokości 6–20 m.
LiścieNaprzemienne, o długości 5–11 cm.
KwiatySkupione w szczytowych lub kątowych kwiatostanach baldacho- lub wiechokształtnych, krótkoszypułkowe. Kwiaty obupłciowe, zwykle 5-krotne. Trwała rurka kielicha żółta lub żółtozielona, dzwonkowata, z 5 ząbkami odgiętymi lub wyprostowanymi. Po wewnętrznej stronie działek kielicha 10 łuskowatych, gęsto owłosionych lub omszonych przydatków. Pręcików 10 o krótkich nitkach lub siedzące. Zalążnia dwukomorowa, omszona. Szyjka słupka bardzo krótka, zakończona główkowatym znamieniem.
OwoceOtwierające się dwiema klapami, jajowate torebki, bocznie ścieśnione. U nasady tkwiące w trwałym kielichu. Zawierają jedno lub dwa nasiona.

## Biologia i ekologia
Gatunki rodzaju Aquilaria przystosowały się do życia w różnych środowiskach, w tym na podłożu skalistym, wapiennym lub piaszczystym. Rosną również na łatwo przepuszczalnych stokach i grzbietach oraz na stanowiskach w pobliżu bagien. Zazwyczaj spotykane są na wysokości pomiędzy 0-850 m, rzadziej do 1000 m. Występują w klimacie o średnich dziennych temperaturach 20-22 °C.

## Zastosowanie
Wiele gatunków, zwłaszcza Aquilaria malaccensis i Aquilaria sinensis, szeroko wykorzystywanych jest do pozyskiwania aromatycznego drewna zwanego agarem, co doprowadziło do zagrożenia tych gatunków. Wykorzystywane są także w tradycyjnej medycynie indyjskiej i chińskiej oraz do produkcji kosmetyków.

### Znaczenie w hinduizmie
Korzeń drzewa Aquilaria malaccensis jest surowcem do produkcji pachnidła o nazwie aguru (nieciężki), które jest stosowane w rytuałach hinduistycznych.

## Systematyka
Synonimy
Gyrinopsis  Decne., Ophiospermum Lour.
Pozycja systematyczna według APweb (2001...)
Rodzaj należący do plemienia Aquilarieae, podrodziny Thymelaeoideae Burnett, rodziny wawrzynkowatych (Rutaceae), rzędu ślazowców (Sapindales), kladu różowych (rosids).

### Wykaz gatunków
Według The Plant List w obrębie tego rodzaju sklasyfikowane są co najmniej 22 gatunki:

- Aquilaria apiculata Merr.
- Aquilaria baillonii Pierre ex Lecomte
- Aquilaria banaense P.H.Hô
- Aquilaria banaensis P.H. Hô
- Aquilaria beccariana Tiegh.
- Aquilaria brachyantha (Merr.) Hallier f.
- Aquilaria citrinicarpa (Elmer) Hallier f.
- Aquilaria crassna Pierre ex Lecomte
- Aquilaria cumingiana (Decne.) Ridl.
- Aquilaria decemcostata Hallier f.
- Aquilaria filaria (Oken) Merr.
- Aquilaria hirta Ridl.
- Aquilaria khasiana Hallier f.
- Aquilaria malaccensis Lam.
- Aquilaria microcarpa Baill.
- Aquilaria parvifolia (Quisumb.) Ding Hou
- Aquilaria rostrata Ridl.
- Aquilaria rugosa K.Le-Cong & Kessler
- Aquilaria sinensis (Lour.) Spreng.
- Aquilaria subintegra Ding Hou
- Aquilaria urdanetensis (Elmer) Hallier f.
- Aquilaria yunnanensis S.C.Huang